# Yōko Imoto
Pour les articles homonymes, voir Imoto.
Yōko Imoto (いもと ようこ / 井本 蓉子, Imoto Yōko), née le 20 octobre 1944 dans la préfecture de Hyōgo, est une auteure et illustratrice japonaise.
Imoto a publié plus de 200 livres, traduits en plusieurs langues, dont l'anglais, l'allemand, le français, le finnois et le coréen. Ses œuvres les plus célèbres incluent une série au Japon, spécifiquement destinée aux bébés qui entrent en contact pour la première fois avec des livres d'images ; les 24 livres de la série se sont vendus à plus de quatre millions d'exemplaires. D'autres livres qu'elle a écrits sont des meilleures ventes au Japon, comme le livre illustré d'apprentissage Hiragana AIUEO no Ehon, vendus à 2,4 millions d'exemplaires. Outre ses propres histoires principalement consacrées aux les animaux, elle a aussi adaptés en livres d'images des contes européens et japonais, par exemple de Kenji Miyazawa.

## Prix et distinction
- 1985 : Foire du livre de jeunesse de Bologne, mention honorable pour Neko no Ehon
- 1986 : Foire du livre de jeunesse de Bologne, mention honorable pour Soba no hana saita hi
- 1987 : Foire du livre de jeunesse de Bologne, mention honorable pour Uta no Ehon
- 1981 : 17e prix Sanrio de la culture

## Livres (sélection)
- Odenwa rururu (おでんわるるる), 1980, avec Asao Sakurai
  - Le Téléphone rouge, 1987
- Fusen matte~ (ふうせんまって～), 1980
- Kitsune to tsukimisō (きつねとつきみそう), 1981, avec Tamami Kowase
  - Le petit renard heureux, 1994
- Boku wa Onii-chan (ぼくは おにいちゃん), 1981, avec Yōko Ono
  - Maintenant, je suis un grand rrère, 1989
- Kitsune-iro no Jitensha (きつねいろのじてんしゃ), 1983, avec Yoko Ono
  - Le petit renard et le vélo, 1986
- Neko no Ehon (ねこの絵本), 1984
- Soba no Hana saita Hi (そばのはなさいたひ), 1985, avec Tamami Kowase
  - Le chemin de fleurs blanches, 1987
- Uta no Ehon (うたの絵本), 1986
- Kurisumasu no Inu (くりすますの いぬ), 1988
  - Beau Noël pour Jonas, 1998
- Hariwazumi no Pikkuru (はりねずみのピックル), 1988, avec Yōko Yamazaki
  - Muck, le hérisson, 1993
- Boku ha kimi ga suki (ぼくは きみが すき), 1991
  - Je t'aime, 1997
- To-mo-da-chi (と・も・だ・ち), 1995
  - Trois petits bateaux de pêche, 1995
- AIUEO no Ehon (あいうえおのえほん), 2004 (avec Kiyoshi Yokota)